# Eucereon nubilosum
Eucereon nubilosum là một loài bướm đêm thuộc phân họ Arctiinae, họ Erebidae.